# Le Pays (1917)
Pour les articles homonymes, voir Le Pays.
Le Pays est un journal quotidien fondé en avril 1917 et dirigé par Gaston Vidal pour défendre les idées de l'homme politique Joseph Caillaux et qui a disparu en décembre 1919 après son rachat en 1917 par un groupe d'industriels menés par Jean Prouvost.

## Histoire

### Conception et lancement
Le Pays est fondé en avril 1917, pendant la Première Guerre mondiale, par Albert Dubarry, un journaliste niçois venu à Paris, à la fin des années 1880, écrire dans le journal La Bataille puis être chef de cabinet de Waldeck Rousseau. Figure du titre Le Pays, il est alors à la tête d'une équipe mêlant des radicaux et des socialistes, des patriotes plus ou moins pacifistes, accusés de défaitisme par l'ancien socialiste antimilitariste devenu nationaliste Gustave Hervé dans La Victoire. Parmi eux, les socialistes Marcel Cachin et Georges Renard. Le journal est basé à Paris, à l'angle du Boulevard des Italiens et de la Rue Taitbout.
Lié à la Ligue des Droits de l'Homme, et patriotique malgré son pacifisme, le journal est lancé le 1er juin 1917 « à grand renfort d'affiches ». Considéré comme dépositaire de la pensée de l'homme politique Joseph Caillaux il est aussi perçu comme l'organe sur lequel ce leader, ancien président du Conseil, comptait pour se défendre car il sera en 1918 accusé d'intelligence avec l'ennemi devant le Sénat érigé en Haute Cour de Justice. Lié d'amitié avec Joseph Caillaux, son futur avocat Pascal Ceccaldi rejoint la rédaction du quotidien, après l'avoir soutenu lors du procès de Henriette Caillaux en 1914.
Le journal réclame, dès ses débuts, dans une série d'éditoriaux, un contrôle démocratique plus suivi des généraux français et de la conduite ou des objectifs de leur actions. Il est perçu comme « l'ossature d'une équipe susceptible de conclure un jour une paix de compromis », par une partie des acteurs politiques. Son tirage est plus élevé, avec 64000 exemplaires, que celui du prestigieux Le Temps et presque au niveau celui de L'Humanité. Yvon Delbos, qui avait été en 1912 rédacteur en chef du journal Le Radical puis blessé pendant la Première Guerre mondiale et affecté à l’aviation, y écrit l'éditorial.

### Affaire du Bonnet rouge et dissolution
Le quotidien est lancé après l'affaire du Bonnet rouge, un autre journal français, d'abord hebdomadaire (1913), puis quotidien (1914), satirique républicain et anarchiste, dirigé par Maurice Fournié et ayant pour rédacteur en chef Miguel Almereyda, cible privilégiée de l'Action française, mouvement royaliste d'extrême droite, qui fut accusé notamment de défaitisme. Un des administrateurs du journal Le Bonnet rouge, Émile-Joseph Duval est arrêté à la frontière suisse le 15 mai 1917 avec un chèque de 150 000 francs du banquier allemand Marx de Mannheim. Il sera fusillé en 1918 et l'affaire entraine aussi l'arrestation de Miguel Almereyda ainsi que la démission puis l'arrestation de Louis Malvy, qui avait été ministre de l'Intérieur pendant tout le reste de la Première Guerre mondiale, soupçonné d'avoir protégé ce journal. Malvy est mis en cause par Maurice Barrès au Sénat, puis par Georges Clemenceau. Il devra démissionner le 31 août, entraînant la chute du Gouvernement Ribot et subira cinq ans de bannissement, indignant la presse de gauche, inquiète d' « une nouvelle affaire Dreyfus », tandis que Léon Jouhaux, secrétaire général de la CGT, propose de lancer une grève générale.
Entre-temps, un autre journal pacifiste est lancé le 1er mai 1917, La Tranchée Républicaine, qui publie sept numéros du 1er mai au 20 juin 1917, au même moment que l'émergence du quotidien Le Pays, en atteignant un tirage de 45000 exemplaires . Mais il se voit lui aussi accusé de défaitisme, avec virulence, par L'Action française sous la plume de Léon Daudet. Ce nouveau titre est mené aussi par Jean Goldsky, l'ex-rédacteur en chef du journal Le Bonnet rouge, même si les deux titres n'ont aucun autre lien. Jean Goldsky ayant perdu dès 1916 la subvention du ministère de l'intérieur accordée au Bonnet rouge, il l'avait remplacée par un soutien de 200 000 francs d'Émile-Joseph Duval, financier ensuite de La Tranchée républicaine.
Le gouvernement souhaite alors faire taire en une seule fois toute cette presse, en profitant de ce qui va devenir l'affaire du Bonnet rouge. D'autant que Le Pays est le seul à soutenir la défense de Louis Malvy lorsqu'il est mis en cause. Le gouvernement envoie des inspecteurs éplucher les comptes du quotidien Le Pays, qui est soupçonné pour sa part d'avoir été financé par le magnat américain de la presse, mais sans découvrir de nouveau scandale. Cependant, Joseph Caillaux est soupçonné de préparer une négociation avec l'Allemagne  et le titre qui lui est proche est également considéré comme "défaitiste" par Georges Clémenceau. Pour le neutraliser, et se débarrasser de ses éditoriaux critiques, il approche un propriétaire d'usines textiles du Nord, Jean Prouvost, via le ministre de l'armement Louis Loucheur, qui est comme lui originaire de Roubaix, dans le département du Nord. Louis Loucheur fait venir Jean Prouvost dans son bureau pour qu'il réunisse les investisseurs participant à l'augmentation de capital du quotidien. Le ministre assortit son offre de « conditions très favorables » en promettant que l'Agence Havas, alors proche du gouvernement, sera « fermement priée » de fournir de la publicité au Pays.
Ses amis industriels apportent alors deux millions de francs, soit 60% de l'opération. L'objet du rachat est alors de neutraliser, quitte à le faire disparaitre, ce titre.
Le journal a disparu en décembre 1919, le groupe d'industriels menés par Jean Prouvost ayant modifié en profondeur sa ligne éditoriale. Ce dernier se passionne immédiatement pour le métier d'éditeur et journaliste.
Le fondateur du Pays, Albert Dubarry va cependant lui trouver un successeur car il reprendra au même moment un autre journal quotidien L'Ère nouvelle proche de la gauche radicale, avec un autre journaliste radical-socialiste du Pays, Yvon Delbos, qui devient ensuite rédacteur de la « Dépêche de Toulouse » puis plusieurs fois ministre. Albert Dubarry va lui intégrer en novembre 1925 un quotidien parisien de standing, La Volonté, qu'il dirigera jusqu'en 1934.
Louis Loucheur acquiert de son côté lui-même, quelques années après la fin de la première Guerre mondiale, un autre quotidien, Paris-Midi, dont le tirage va chuter à 5000 lecteurs seulement. En 1924, il le cède à Jean Prouvost, qui embauche pour y écrire Pierre Lazareff, Hervé Mille, Paul Bringuier et Gabriel Perreux. Le quotidien sort désormais à l'heure du déjeuner, celle de la Bourse et des courses et conserve ses rubriques Bourse et finance, tout en écrivant aussi désormais sur la vie parisienne et le monde des arts et des lettres, permettant au tirage de passer, en cinq ans, de 4000 à 80000 exemplaires, ce qui vaut à Jean Prouvost  le surnom de  « la Midinette ».